# دیترویت
دیترویت (به انگلیسی: Detroit) بزرگ‌ترین شهرِ ایالت میشیگان، بزرگترین شهر مرزی ایالات متحده و کانادا و شهرستان وین کانتی است. جمعیت دیترویت در سال ۲۰۱۶، ۶۷۲٬۷۹۵ نفر تخمین زده شد. این شهر بیست و سومین شهر پر جمعیت ایالات متحده است. منطقهٔ شهری مترو دیترویت ۴٬۳ میلیون نفر را در خود جای داده‌است. منطقهٔ شهری دیترویت دومین مرکز جمعیتی در شمال ایالات متحده پس از شیکاگو است. دیترویت هم‌مرز با شهر وینزِر در کانادا است.
این شهر یکی از بندرهای مهم رودخانهٔ دیترویت، یکی از چهار تنگهٔ مسیر دریایی سنت لورن است. فرودگاه متروپولیتن در دیترویت یکی از بزرگترین مراکز فرودگاهی ایالات متحده است. دیترویت و شهر کانادایی وینزِر، از طریق یک پل و یک تونل، که شلوغ‌ترین نقطهٔ حمل و نقل بین‌المللی در آمریکای شمالی است، به هم متصل می‌شوند. این شهر به عنوان بزرگترین مرکز خودروسازی در ایالات متحده شناخته می‌شود و چهار شرکت تولیدکنندهٔ خودرو و پیشرانهٔ جنرال موتورز، دیترویت‌دیزل، فورد و کرایسلر در این شهر مستقر می‌باشند.
این شهر در تاریخ ۲۴ ژوئیهٔ ۱۷۰۴ توسط آنتوان دِلا موت کادیاک و حزب مهاجران تأسیس و در طول قرن نوزدهم به یکی از قطب‌های صنعتی در مرکز دریاچه‌های بزرگ تبدیل شد. با گسترش صنعت خودرو سازی در اوایل قرن بیستم، شهر و حومهٔ آن سریعاً رشد کرد و در دههٔ ۱۹۴۰ در رتبهٔ چهارم شهرهای بزرگ ایالات متحده قرار گرفت. با این حال، پیشرفته و ماشینی شدن صنایع باعث شده‌است که این شهر از اواخر قرن بیستم تا به کنون جمعیت زیادی را از دست بدهد. به طوری که از جمعیت ۱٬۸۵۰٬۰۰۰ نفری این شهر در سرشماری سال ۱۹۵۰، ۶۰ درصد کاهش یافته‌است. این شهر در سال ۲۰۱۳ بزرگترین شهر نیازمند رسیدگی به ورشکستگی بود ولی با به دست گرفتن امور مالی شهر توسط دولت در سال ۲۰۱۵، موفق به خروج از این بحران شد.

## مراکز اقتصادی و علمی
دانشگاه میشیگان، یکی از بزرگترین دانشگاه‌های کشور، در خارج از شهر در ان آربور قرار دارد. در خود شهر دترویت، بزرگترین دانشگاه، دانشگاه وین استیت است.
کمپانی‌های خودروسازی اکووس آتوموتیو، فورد، جنرال موتورز، و کرایسلر نیز به غیر از تأسیسات خودروسازی مراکز اشتغال فراوان دیگری نیز در شهر دارند. به‌طور نمونه، بیمارستان هنری فورد از مراکز مهم درمانی-تحقیقاتی منطقه است که ۲۳۰۰۰ نفر در استخدام دارد، و کتابخانه ریاست جمهوری جرالد فورد نیز در جوار دانشگاه میشیگان قرار دارد.

## حمل و نقل
فرودگاه متروپولیتن وین کانتی دیترویت بزرگترین فرودگاه ایالت، و شاید مهم‌ترین فرودگاه منطقه در خارج از شیکاگو باشد. دترویت همچنین از لحاظ موقعیت و هم‌مرز بودن با کانادا اهمیت خاصی دارد.
دترویت پیپل موور نام قطار شهری دترویت است.

## ورزش
تیم دترویت لاینز از لیگ ان اف ال، و نیز دیترویت پیستونز تیم مشهور بسکتبال ان بی ای از این شهر است.

## ورشکستگی در سال ۲۰۱۳
این شهر در ژوئیه ۲۰۱۳ به دلیل مشکلات مالی اعلام ورشکستگی کرد و درخواست ورشکستگی آن مورد موافقت فرمانداری ایالت میشیگان قرار گرفت. ورشکستگی دیترویت بزرگترین ورشکستگی بخش عمومی در آمریکا بوده‌است. بدهی‌های این شهر در هنگام اعلام ورشکستگی به ۱۸ میلیارد دلار و مطالبات معوق آن به ۲ میلیارد دلار می‌رسید. به گفته جولیان اسنایدر مدیر امور اضطراری دیترویت حدود ۳۸ درصد کل بودجه شهر به هزینه‌هایی چون پرداخت حقوق بازنشستگی و تسویه بدهی‌ها اختصاص پیدا کرده‌است. مشکلات مالی باعث شده تا ۴۰ درصد لامپ‌های خیابانی خاموش شوند و زمان پاسخ پلیس به درخواست‌ها به حدود یک ساعت برسد در حالی‌که میانگین کشوری یازده دقیقه است. جمعیت شهر ۲۸ درصد نسبت به سال ۲۰۰۰ کاهش یافته و نرخ بیکاری هرچند نسبت به رکورد ۲۷٫۸٪ تابستان سال ۲۰۰۹ بهبود یافته و به ۱۶٫۳٪ رسیده اما همچنان دو برابر میانگین بیکاری در ایالت میشیگان است. صنعت خودروسازی میشیگان هم هرچند رونق دوباره‌ای یافته اما بیشتر کارخانه‌های خودروسازی در خارج از محدوده شهری دیترویت قرار دارند.

## فرهنگ
- کتابخانه عمومی دترویت

## شهرهای خواهر
دیترویت ۶ شهر خواهر دارد که شامل موارد ذیل است:
- دوبی، امارات متحده عربی
- کیتو، زامبیا
- مینسک، بلاروس
- ناسائو، باهاما
- تویوتا، ژاپن
- تورین، ایتالیا

## نگارخانه

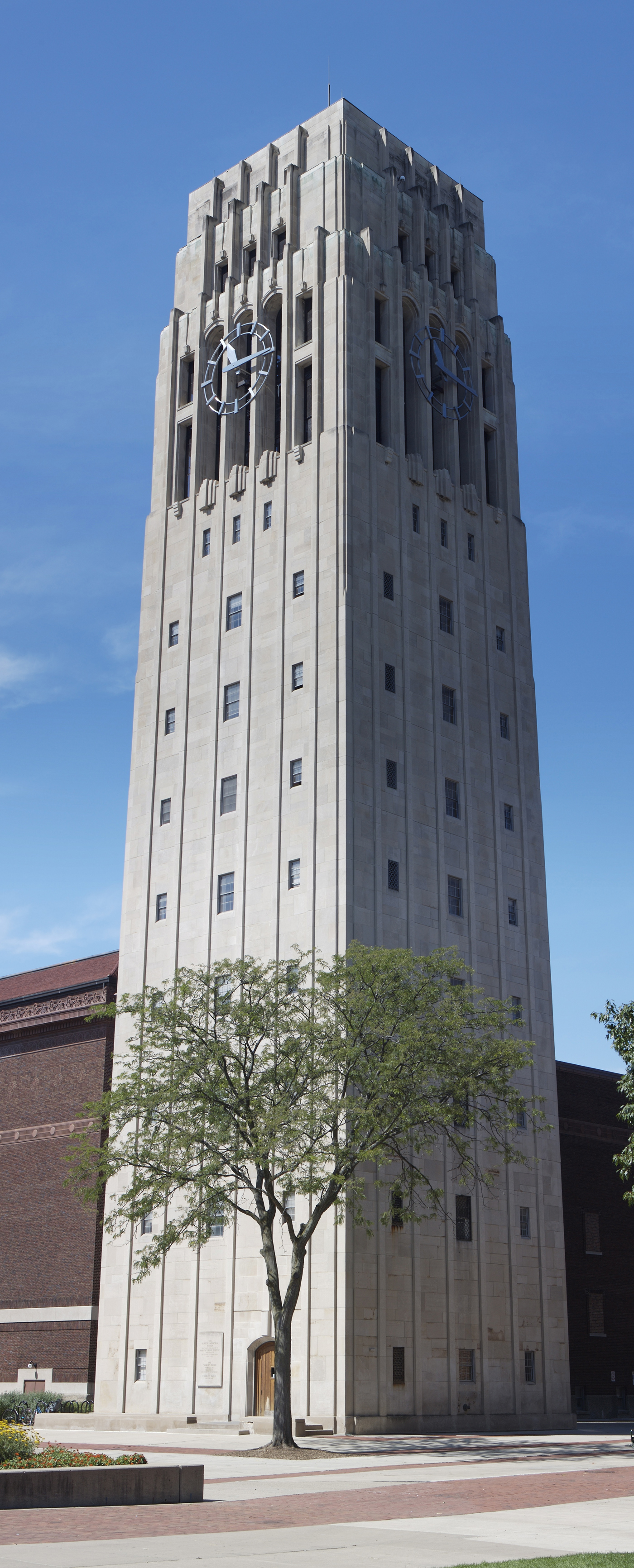
دانشگاه میشیگان
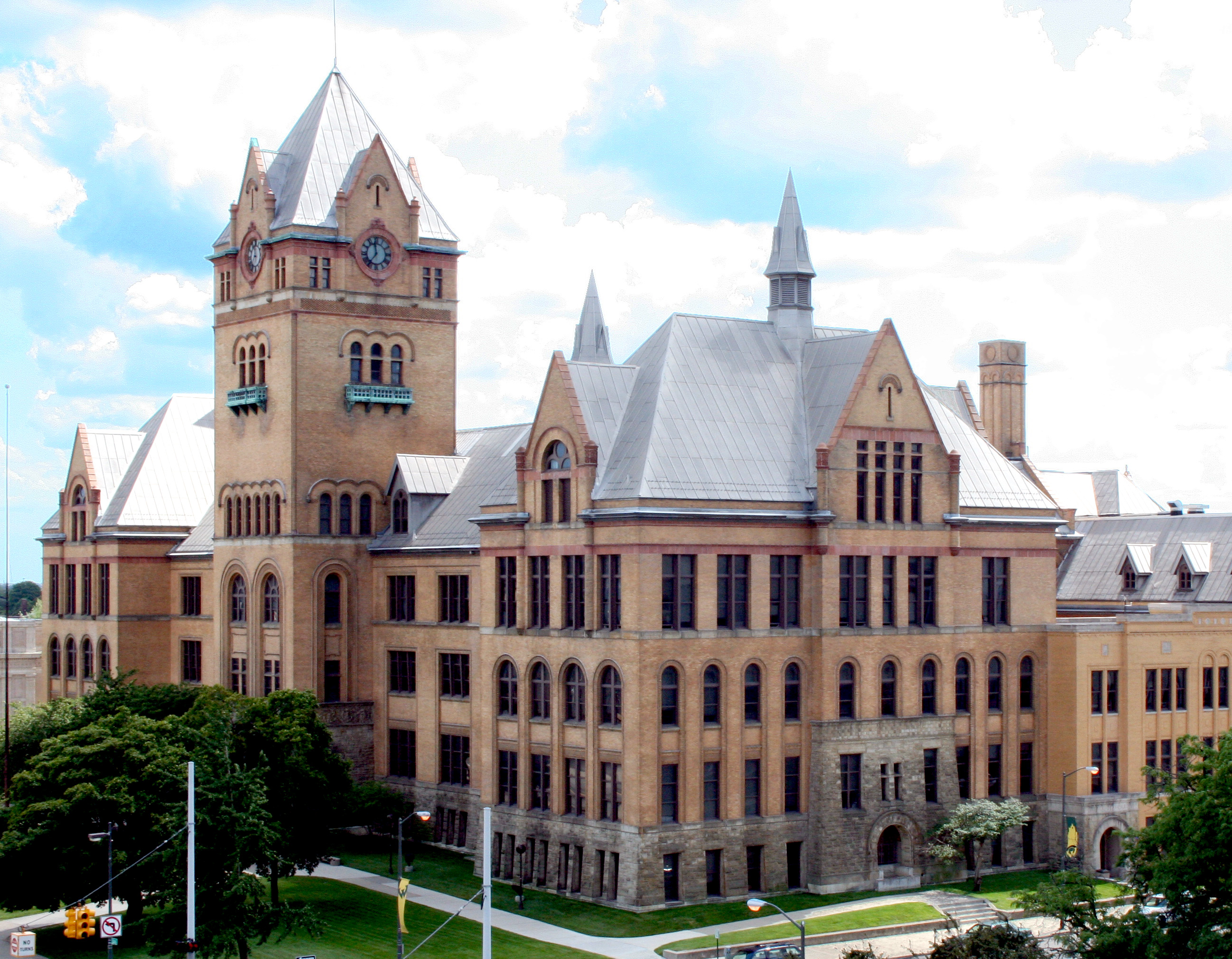
دانشگاه وین استیت
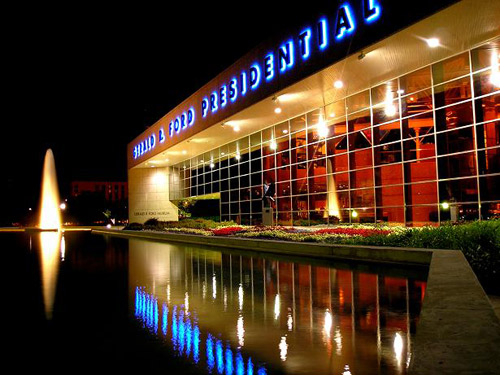
کتابخانه ریاست جمهوری جرالد فورد